# Liste der Kulturdenkmäler in Rehe (Westerwald)
In der Liste der Kulturdenkmäler in Rehe sind alle Kulturdenkmäler der rheinland-pfälzischen Ortsgemeinde Rehe aufgeführt. Grundlage ist die Denkmalliste des Landes Rheinland-Pfalz (Stand: 21. Dezember 2021).

## Einzeldenkmäler
| Bezeichnung    | Lage                                | Baujahr                            | Beschreibung                                                                                     | Bild                           |
| -------------- | ----------------------------------- | ---------------------------------- | ------------------------------------------------------------------------------------------------ | ------------------------------ |
| Brunnen        | Bergstraße Lage                     | zweite Hälfte des 19. Jahrhunderts | gusseiserner Laufbrunnen, zweite Hälfte des 19. Jahrhunderts                                     | weitere Bilder Fotos hochladen |
| Hofanlage      | Bergstraße 3 Lage                   | Ende des 19. Jahrhunderts          | Fachwerk-Streckhof, Ende des 19. Jahrhunderts                                                    | Fotos hochladen                |
| Brunnen        | Hauptstraße Lage                    | zweite Hälfte des 19. Jahrhunderts | gusseiserner Laufbrunnen, zweite Hälfte des 19. Jahrhunderts                                     | weitere Bilder Fotos hochladen |
| Quereinhaus    | Hauptstraße 12 Lage                 | 18. Jahrhundert                    | Fachwerk-Quereinhaus, verkleidet, wohl aus dem 18. Jahrhundert                                   | Fotos hochladen                |
| Rathaus        | Hauptstraße 15 Lage                 | 1741                               | Rathaus mit Betsaal; Fachwerkbau, Mansarddach, 1741                                              | weitere Bilder Fotos hochladen |
| Brunnen        | Hauptstraße, bei Nr. 15 Lage        | Anfang des 19. Jahrhunderts        | Laufbrunnen, Sandstein, wohl vom Anfang des 19. Jahrhunderts (im Bild rechts neben dem Rathaus)  | weitere Bilder Fotos hochladen |
| Quereinhaus    | Hauptstraße 20 Lage                 | 17. Jahrhundert                    | Quereinhaus, verputzt und verkleidet, teilweise Fachwerk, eventuell noch aus dem 17. Jahrhundert | Fotos hochladen                |
| Quereinhaus    | Hauptstraße 30 Lage                 | erste Hälfte des 18. Jahrhunderts  | Fachwerk-Quereinhaus, teilweise massiv, erste Hälfte des 18. Jahrhunderts                        | Fotos hochladen                |
| Wohnhaus       | Querstraße 3/5 Lage                 | um 1700                            | stattliches Fachwerkhaus mit Niederlass, teilweise massiv, um 1700                               | Fotos hochladen                |
| Brunnen        | Rathausstraße Lage                  | zweite Hälfte des 19. Jahrhunderts | gusseisernes Becken eines Laufbrunnens, zweite Hälfte des 19. Jahrhunderts                       | weitere Bilder Fotos hochladen |
| Quereinhaus    | Windlück 1 Lage                     | 18. Jahrhundert                    | Fachwerk-Quereinhaus mit Niederlass, teilweise massiv, im Kern aus dem 18. Jahrhundert           | Fotos hochladen                |
| Brunnenkammern | östlich des Ortes an der B 255 Lage | 19. Jahrhundert                    | zwei ummauerte, überwölbte Quellfassungen, wohl aus dem 19. Jahrhundert                          | weitere Bilder Fotos hochladen |